# Petrita Tamayo
Petrita Tamayo (Ledesma, 1928 – València, 17 d'abril de 2010) fou una religiosa i locutora de ràdio espanyola. Va començar la seva carrera a la dècada de 1940 a Radio San Sebastián, on va treballar fins a 1956 i es va fer coneguda per la seva interpretació del personatge Hada Palabrita. Als estudis de Radio Madrid va treballar amb Bobby Deglané i Manuel Aznar Acedo en programes como El puente de los suspiros i Cabalgata del fin de semana. Va rebre un Premi Ondas el 1954 per la seva actuació com a locutora en el Festival de Cinema de Sant Sebastià. Després de sentir la vocació religiosa, el 1961, va ingressar a l'orde de Sant Josep de la Muntanya i va ser destinada a València amb el nom de María del Mar. Va estudiar teologia i va treballar com a professora de religió en un col·legi.